# Монтекатини-Терме
Монтекати́ни-Те́рме (итал. Montecatini Terme, лат. Balnea Montis Catini) — спа-курорт в провинции Пистоя итальянского региона Тоскана. Население — 21 156 человек (2009). Город находится на восточной оконечности равнины Лукка.
С 2021 года включён в Список Всемирного наследия ЮНЕСКО в категорию Великие курортные города Европы.
Покровительницей коммуны почитается святая великомученица Варвара, празднование 4 декабря.

## История
Присутствие человека в окрестностях Монтекатини имеет очень давнюю историю. Предположительно со времён палеолита регион был заселён охотниками-кочевниками. Достоверно подтверждено присутствие человека со времён мезолита, преимущественно в районе холмов Валдиньеволе , основным центром которого выступает Монтекатини-Терме.
В начале XIV века границы городка Валдиньеволе столкнулись с новой силой: Флоренцией. Флорентийцы были основными властителями лежащих вокруг земель, Сиены и Ареццо, но восстание гибеллинов в начале 1300 года положило конец замыслам Флоренции подчинить северо-западные земли. Лидером восстания был Угуччоне делла Фаджиола, который в 1312 году стал императорским наместником и фактическим хозяином Пизы и Лукки. Это серьёзно испугало Флоренцию, что означало неизбежную войну, которая могла повлиять на будущее всей Тосканы.
Решающим стал 1315 год, когда Угуччоне делла Фаджиола предпринял попытку осады Монтекатини, рассматривая её как стратегический опорный пункт, но благодаря превосходному местоположению Монтекатини и помощи её флорентийских союзников осада потерпела крах. 29 августа под стенами Монтекатини состоялась решающая битва. Армия гвельфов была взята врасплох армией гибеллинов и Угуччоне делла Фаджиола, её потери составили несколько тысяч человек погибшими и взятыми в плен.
На следующий год Угуччоне делла Фаджиола был вынужден бежать и его место занял Каструччо Кастракани. Последний стал правителем Лукки и позже Пизы и был готов расширять свою власть в Тоскане. В 1323 году Каструччо Кастракани попытался захватить Фучеккьо — одну из твердынь Флоренции, — но был ранен и вынужден отступить. Это положило начало медленному, но уверенному восстановлению власти Флоренции над Монтекатини.
В 1530 год у подножия холма Монтекатини были построены бани-купальни, предназначенные для водных процедур, известных теперь как спа-процедуры. Они получили название «Купальни Медичи» или «Купальни чёрного дрозда».
Монтекатини снова оказался в центре конфликта, начавшегося в 1554 году, участниками которого были Козимо I и Пьеро Строцци, оба были представителями Флоренции. 21 июня 1554 года Монтекатини был оккупирован Сиеной. 

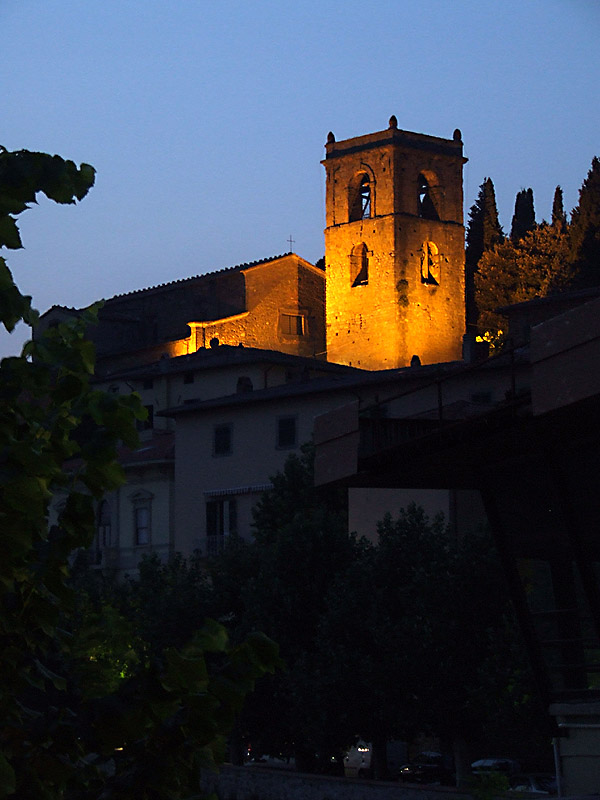
Средневековая часть города.

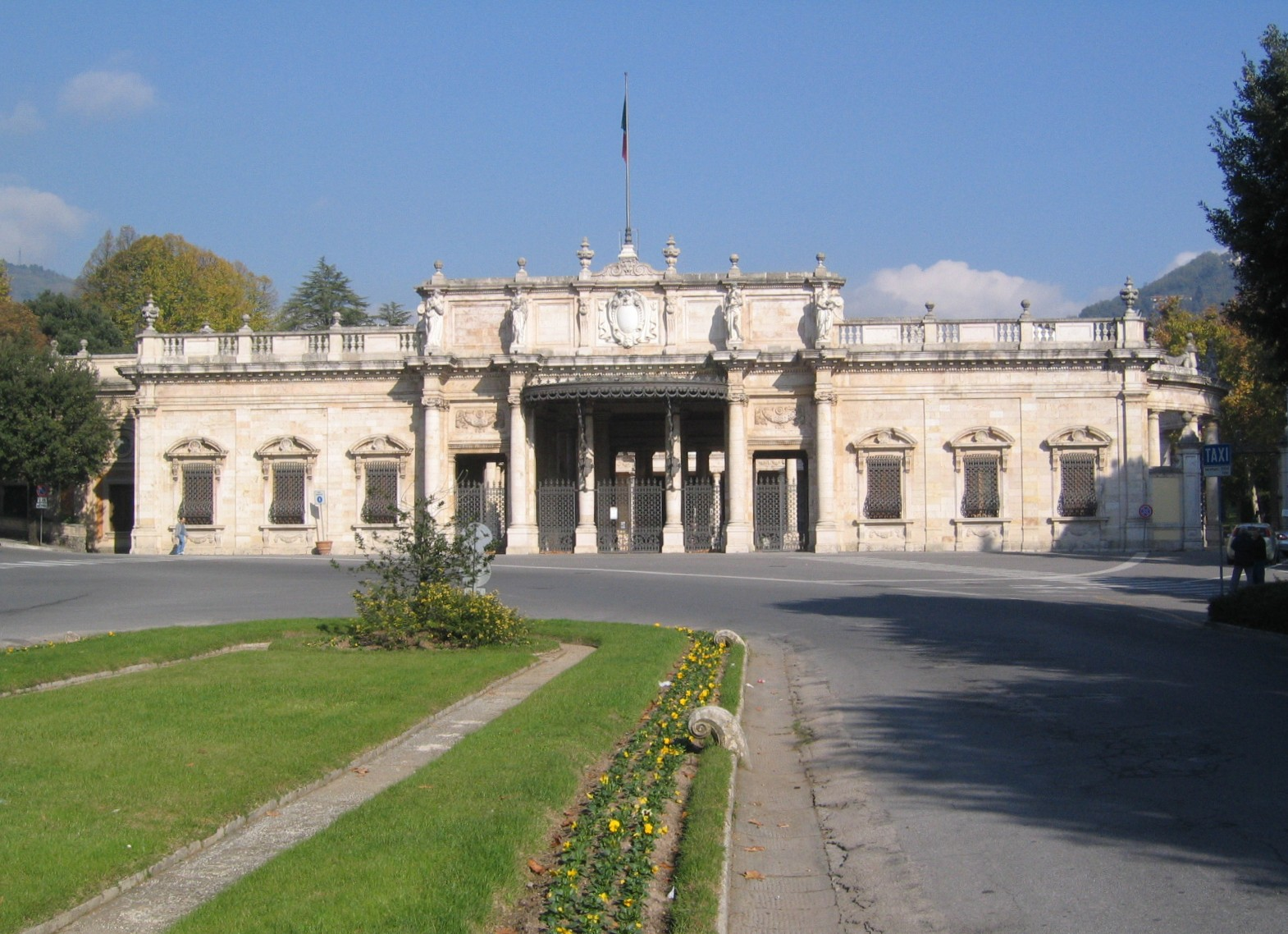
Терма Теттуччо

Положение коммуны Монтекатини-Терме в провинции Пистоя

Монтекатини, некогда неприступная крепость, впал в нищету и разруху, вызванные веками сражений и отсутствием средств к существованию. Поэтому когда Медичи со своими отрядами пошли в атаку, Монтекатини пал под их натиском и был нещадно разграблен — грабители уносили с собой даже двери и окна. Козимо, полный негодования, приказал «разрушить всё до основания», и через два дня 800 человек уничтожили стены, башни и дома, оставив лишь 160 домов, 3 женских монастыря, мэрию и суд.
Местность стала опасной для здоровья жителей из-за застоя воды в болотах Фучеккьо. Местные предприниматели нашли поддержку за рубежом, и во второй половине XVIII века под давлением Великого герцога Тосканского Леопольда были построены водоотводные каналы, что привело к восстановлению местности. Для привлечения к горячим источникам были построены бани: Баньо Регио (1773), Терме Леопольдина (1775), Тетуччо (1779).
Последующие века прошли в спокойствии до начала XX века, когда то, что ранее было маленькой деревушкой у подножья холма Монтекатини, стало «Городом бань Монтекатини». Впрочем, новое название не имело успеха, и вскоре город получил своё современное название — Монтекатини-Терме.
В это же время начал развиваться туризм, увеличилось количество гостиниц и качество обслуживания, возникла потребность в объединении заботы о здоровье, развлечений, отдыха и спорта. Город наполнился фешенебельными ресторанами, театрами, ночными клубами и казино. В конце XIX — начале XX века на улицах города, в барах и ресторанах легко можно было встретить таких людей, как Джузеппе Верди, Руджеро Леонкавалло, Беньямино Джильи, Луиджи Пиранделло. Тогда же Монтекатини стал популярен у русской элиты.
Монтекатини стал местом встречи мирового бомонда: здесь проходили политические дискуссии и встречи бизнес-элиты. Репутация города возросла до такой степени, что к 1926 году в городе было зарегистрировано 75 000 нерезидентов, что для того времени являлось серьёзным показателем. Известность курорта ещё более возросла после визита в Монтекатини главы правительства Бенито Муссолини и политического обозревателя Ландо Феретти 16 мая 1930 года.
В марте 2012 года общественный резонанс вызвал отдых на курорте супруги российского президента Светланы Медведевой. После этого, надеясь на наплыв богатых российских туристов, власти города решили продублировать указатели на улицах на русском языке. В 1987 году Никита Михалков снимал в Монтекатини фильм «Очи чёрные» о романе русской дворянки и итальянца на фоне «прекрасной эпохи».

## Физико-географическая характеристика

### Часовой пояс
Монтекатини-Терме, как и вся Италия, находится в часовом поясе, называемом Центральноевропейское время (Central European Time, CET). Смещение относительно UTC составляет +1:00 (CET, зимнее время) / +2:00 (CEST, летнее время), так как в этом часовом поясе действует переход на летнее время.

### Климат
| Показатель                    | Янв. | Фев. | Март | Апр. | Май  | Июнь | Июль | Авг. | Сен. | Окт. | Нояб. | Дек. | Год  |
| ----------------------------- | ---- | ---- | ---- | ---- | ---- | ---- | ---- | ---- | ---- | ---- | ----- | ---- | ---- |
| Средний суточный максимум, °C | 9,7  | 11,4 | 14,6 | 18,9 | 23,4 | 27,6 | 30,7 | 29,8 | 25,7 | 20,2 | 14,3  | 10,3 | 19,7 |
| Средний суточный минимум, °C  | 2,9  | 3,8  | 5,9  | 8,7  | 12,1 | 15,7 | 18,0 | 17,6 | 14,9 | 11,0 | 6,9   | 3,7  | 10,1 |
| Норма осадков, мм             | 116  | 90   | 100  | 77   | 77   | 46   | 30   | 66   | 92   | 112  | 130   | 125  | 1061 |

## Население

### Демографическая ситуация
C начала XX века наблюдается резкий рост населения Монтекатини-Терме. Лишь в 1980-е и 1990-е годы наблюдался небольшой спад, однако в последние годы вновь наметилась тенденция к росту — к концу 2008 года численность населения вплотную приблизилась к пику 1981 года.

### Иностранцы
В коммуне по состоянию на 1 января 2009 года проживает 21 156 человек (мужчин — 9634, женщин — 11 522), из них резидентов-иностранцев — 3509 человек (мужчин — 1356, женщин — 2153), что составляет 16,6 %. В 2007 году их доля составляла 15 % (3155 иностранцев из 21 038 жителей по состоянию на 1 января 2008 года), в 2006 году — 12 % (2480 иностранцев из 20 530 жителей по состоянию на 1 января 2007 года).
Основная часть иностранцев — выходцы из Восточной Европы, что видно из нижеследующего списка наиболее крупных общин Монтекатини-Терме:
- Румыния: 1338
- Албания: 733
- Россия: 161
- Китай: 138
- Польша: 100
- Филиппины: 83
- Украина: 74
- Марокко: 71
- Доминиканская Республика: 66
- Болгария: 60
- Нигерия: 53
- Тунис: 52
- Бразилия: 40
- Перу: 38

## Администрация
Главой коммуны является мэр (итал. sindaco), законодательным органом — совет коммуны (итал. consiglio comunale), а исполнительным — правление коммуны (итал. giunta comunale). Мэр и члены совета выбираются одновременно жителями коммуны: коалиция избранного мэра (он должен получить абсолютное большинство голосов в первом или втором туре) получает три пятых мест в совете. Правление возглавляется мэром, который назначает его остальных членов, называемых асессорами (итал. assessori). Правление коммуны Монтекатини-Терме располагается в здании муниципалитета (итал. municipio).

### Нынешняя администрация
Мэр: Джузеппе Белланди (Giuseppe Bellandi)

Избран: 22 июня 2009

Срок: первый

Партия: PD

Номер телефонного коммутатора: +39 (0572) 91-81

Адрес электронной почты: info@comune.montecatini-terme.pt.it

### Предыдущие администрации
| Период | Период | Глава города                                      | Глава города                | Глава города        | Партийный состав совета коммуны                 |
| с      | по     | Имя                                               | Партия                      | Должность           | Партийный состав совета коммуны                 |
| ------ | ------ | ------------------------------------------------- | --------------------------- | ------------------- | ----------------------------------------------- |
| 1944   | 1944   | Арриго Сорини (Arrigo Sorini)                     | PCI                         | мэр                 | CLN (PCI, PSIUP, P.d’AZ, DC)                    |
| 1944   | 1945   | Пьеро Инцерпи (Piero Incerpi)                     |                             | комиссар префектуры |                                                 |
| 1945   | 1946   | Марио Марчетти (Mario Marchetti)                  | PCI                         | мэр                 | CLN (PCI, PSIUP, P.d’AZ, DC)                    |
| 1946   | 1956   | Марио Марчетти (Mario Marchetti)                  | PCI                         | мэр                 | PCI — PSI                                       |
| 1956   | 1957   | Луиджи Симончини (Luigi Simoncini)                | PSDI                        | мэр                 | PSDI — DC                                       |
| 1957   | 1958   | Витторио Людовико Ратти (Vittorio Ludovico Ratti) | PSDI                        | мэр                 | PSDI — DC                                       |
| 1958   | 1960   | Джованни Сантини (Giovanni Santini)               |                             | комиссар префектуры |                                                 |
| 1960   | 1963   | Бруно Барни (Bruno Barni)                         | PSI                         | мэр                 | PSI — PCI                                       |
| 1963   | 1965   | Джино Песи (Gino Pesi)                            | PCI                         | мэр                 | PCI — PSI                                       |
| 1965   | 1968   | Ленио Риккоми (Lenio Riccomi)                     | PSI                         | мэр                 | PSI — DC — PSDI                                 |
| 1968   | 1970   | Энрико дель Россо (Enrico Del Rosso)              | PSI                         | мэр                 | PSI — PCI                                       |
| 1970   | 1975   | Энрико дель Россо (Enrico Del Rosso)              | PSI                         | мэр                 | PSI — DC — PSDI                                 |
| 1975   | 1980   | Ленио Риккоми (Lenio Riccomi)                     | PSI                         | мэр                 | PSI — PCI                                       |
| 1980   | 1987   | Ленио Риккоми (Lenio Riccomi)                     | PSI                         | мэр                 | PSI — PCI — PRI — PSDI                          |
| 1987   | 1990   | Альберто Лапенна (Alberto Lapenna)                | PSI                         | мэр                 | PSI — DC                                        |
| 1990   | 1993   | Амедео Бартолини (Amedeo Bartolini)               | (Lista civica L’Airone/PDS) | мэр                 | Lista civica L’Airone/PDS — DC — PRI — Verdi    |
| 1993   | 1995   | Карло Ваннини (Carlo Vannini)                     | PDS                         | мэр                 | PDS — DC — PRI                                  |
| 1995   | 1995   | Альдо Карузо (Aldo Caruso)                        |                             | комиссар префектуры |                                                 |
| 1995   | 1999   | Коррадо Меззери (Corrado Messeri)                 | (независимый)               | мэр                 | PDS — PSI — Lega Nord — независимые             |
| 1999   | 2004   | Этторе Севери (Ettore Severi )                    | AN                          | мэр                 | AN, FI, CCD-Progetto Montecatini                |
| 2004   | 2009   | Этторе Севери (Ettore Severi )                    | AN                          | мэр                 | AN, FI-UDC, Lega Nord, Nuovo PSI, Liste civiche |
| 2009   |        | Джузеппе Белладини (Giuseppe Bellandi )           | PD                          | мэр                 | PD, IDV, Liste civiche                          |

## Известные уроженцы и жители города и коммуны
- Эдоардо Фануччи — член городского совета Монтекатини-Терме с 2004 года, вице-мэр Монтекатини-Терме в 2009—2013 годах, с 2013 года Эдоардо Фануччи был избран в Палату депутатов Италии от Демократической партии по XII избирательному округу (регион Тоскана).